# Bruce B. Collette
Bruce Baden Collette (* 14. März 1934 in Brooklyn, New York City) ist ein US-amerikanischer Ichthyologe.

## Leben
Collette ist der Sohn von Raymond Hill und Agnes Hellen Collette, geborene Lavsen. 1956 erwarb er den Bachelor of Science an der Cornell University in Ithaca, New York. Im Juni desselben Jahres heiratete er Sara Elizabeth Foster. Aus dieser Ehe gingen die drei Töchter Karen, Sheila und Claire hervor. 1960 wurde Collette mit der Dissertation The systematics and biology of the darters of the subgenera Hololepis and Villora (Pisces, Percidae) an der Cornell University zum Ph.D. in Wirbeltierzoologie promoviert. Im selben Jahr diente er als Captain beim Medical Service Corps in Australien und trat dem National Marine Fisheries Service der Smithsonian Institution in Washington, D.C. bei, wo er von 1963 bis 1982 stellvertretender Leiter und von 1982 bis 1998 Direktor des Systematiklabors war. 1967 wurde er wissenschaftlicher Mitarbeiter an der Abteilung für Wirbeltierzoologie der Smithsonian Institution, wo er 1998 zum leitenden Wissenschaftler befördert wurde. Von 1967 bis 1985 war er Gastprofessor für Ichthyologie am Marine Science Institute der Northeastern University. Von 1974 bis 1977 war er wissenschaftlicher Redakteur beim National Marine Fisheries Service. 1977 wurde er wissenschaftlicher Mitarbeiter am Museum of Comparative Zoology der Harvard University. 1980 wurde er außerordentlicher Professor für Ichthyologie an der Northeastern University. Von 1984 bis 2002 war er Dozent für Ichthyologie an der Bermuda Biological Station for Research (heute Bermuda Institute of Ocean Sciences) 1992 wurde er assoziiertes Fakultätsmitglied am Virginia Institute of Marine Science. 2005 wurde er Dozent für Ichthyologie am Shoals Marine Laboratory auf Appledore Island, Maine.
Collettes Forschungsschwerpunkte sind die Systematik sowie die Verbreitung und Evolution von Fischen, insbesondere in den Familien Scombridae, Hemiramphidae, Belonidae, Istiophoridae, Batrachoididae und Percidae.

## Mitgliedschaften
Collette ist Mitglied der American Society of Ichthyologists & Herpetologists, wo er 1962 in den Vorstand gewählt wurde, von 1964 bis 1968 Mitglied im Exekutivkomitee, von 1974 bis 1978 Sekretär und 1981 Präsident war. Von 1964 bis 1968 war er Redakteur beim ichthyologischen Teil der Zeitschrift Copeia (heute Ichthyology & Herpetology). 1981 wurde er zertifizierter Wissenschaftler für Fischereiwissenschaft bei der American Fisheries Society. Von 1983 bis 1985 war er Vorstandsmitglied und 1987 Präsident der American Association for Zoological Nomenclature. Von 1986 bis 1988 war er Vorstandsmitglied bei der Society of Systematic Zoology (heute Society of Systematic Biologists) Von 1988 bis 1990 war er Vorstandsmitglied bei der Willi Hennig Society. Zudem ist er Mitglied beim American Institute of Biological Sciences.

## Ehrungen und Dedikationsnamen
1965 wurde Collette zum Fellow der American Association for the Advancement of Science gewählt. 1989 war er der erste Preisträger des Robert H. Gibbs, Jr. Memorial Award for Excellence in Systematic Ichthyology der American Society of Ichthyologists & Herpetologists. 2004 wurde er mit dem Distinguished Career Award des National Marine Fisheries Service ausgezeichnet. 2017 rief das National Museum of Natural History das Sara E. and Bruce B. Collette Postdoctoral Fellowship, ein Postoc-Stipendium in systematischer Ichthyologie ins Leben.
Nach Collette sind eine Gattung und 15 Arten benannt, darunter Bryconops collettei Chernoff & Machado-Allison, 2005, Chaceon collettei Manning, 1992, Colletteichthys Greenfield, 2006, Colobomatus collettei Cressey, 1977, Dermogenys collettei Meisner, 2001, Ecsenius collettei Springer, 1972, Etheostoma collettei Birdsong & Knapp, 1969, Herklotsichthys collettei Wongratana, 1987, Hyporhamphus collettei Banford, 2010, Lepophidium collettei Robins, Robins & Brown, 2012, Liopropoma collettei Randall & Taylor, 1988, Mothocya collettei Bruce, 1986, Nicholsina collettei Schultz, 1968, Stellifer collettei Chao, Carvalho-Filho & Andrade Santos, 2021, Tuxophorus collettei Cressey & Cressey, 1980 und Ungusurculus collettei Schwarzhans & Møller, 2007.

## Erstbeschreibungen von Bruce B. Collette
- Ammodytoides leptus Collette & Randall, 2000
- Astroblepus pholeter Collette, 1962
- Auxis brachydorax Collette & Aadland, 1996
- Auxis eudorax Collette & Aadland, 1996
- Batrachoides walkeri Collette & Russo, 1981
- Batrachoides waltersi Collette & Russo, 1981
- Belone svetovidovi Collette & Parin, 1970
- Belonion Collette, 1966
- Belonion apodion Collette, 1966
- Belonion dibranchodon Collette, 1966
- Bomolochus constrictus (Cressey & Collette, 1970)
- Colobomatus goodingi Cressey & Collette, 1970
- Daector schmitti Collette, 1968
- Dermogenys bispina Meisner & Collette, 1998
- Gymnothorax parini Collette, Smith & Böhlke, 1991
- Halophryninae Greenfield, Winterbottom & Collette, 2008
- Hemiramphus archipelagicus Collette & Parin, 1978
- Hemiramphus bermudensis Collette, 1962
- Hemirhamphodon kapuasensis Collette, 1991
- Hemirhamphodon tengah Collette, 1991
- Hyporhamphus meeki Banford & Collette, 1993
- Hyporhamphus melanopterus Collette & Parin, 1978
- Hyporhamphus naos Banford & Collette, 2001
- Hyporhamphus neglectissimus Parin, Collette & Shcherbachev, 1980
- Hyporhamphus paucirastris Collette & Parin, 1978
- Hyporhamphus taiwanensis Collette & Su, 1986
- Hyporhamphus unicuspis Collette & Parin, 1978
- Hyporhamphus yuri Collette & Parin, 1978
- Lepidopus altifrons Parin & Collette, 1993
- Opsanus dichrostomus Collette, 2001
- Paracaesio waltervadi Anderson & Collette, 1992
- Platybelone annobonensis Collette & Parin, 1970
- Potamobatrachus Collette, 1995
- Potamobatrachus trispinosus Collette, 1995
- Potamorrhaphis petersi Collette, 1974
- Rhynchorhamphus malabaricus Collette, 1976
- Rhynchorhamphus naga Collette, 1976
- Sanopus greenfieldorum Collette, 1983
- Sanopus johnsoni Collette & Starck, 1974
- Sanopus reticulatus Collette, 1983
- Sanopus splendidus Collette, Starck & Phillips, 1974
- Scomberomorus brasiliensis Collette, Russo & Zavala-Camin, 1978
- Scomberomorus munroi Collette & Russo, 1980
- Scorpaenodes immaculatus Poss & Collette, 1990
- Strongylura hubbsi Collette, 1974
- Tondanichthys Collette, 1995
- Tondanichthys kottelati Collette, 1995
- Tylosurus rafale Collette & Parin, 1970
- Zenarchopterus alleni Collette, 1982
- Zenarchopterus ornithocephala Collette, 1985
- Zenarchopterus robertsi Collette, 1982